# In the Sultan's Garden
In the Sultan's Garden est un film muet américain réalisé par Thomas H. Ince et William H. Clifford, sorti en 1911.

## Fiche technique
- Réalisation : Thomas H. Ince, William H. Clifford
- Production : Carl Laemmle
- Date de sortie : États-Unis : 3 juillet 1911

## Distribution
- King Baggot : Lieutenant Robins
- Mary Pickford : Haidee
- Owen Moore
- Isabel Rea
- George Loane Tucker